# HD 90602
HD 90602，又名BD+45 1832，SAO 43356、HR 4103，是一颗恒星，视星等为6.35，位于銀經170.89，銀緯56.38，其B1900.0坐标为赤經10h 22m 35s，赤緯+45° 56.38′ 23″。